# Hornakht
Hornakht (còn được viết là Hornakhte hoặc Harnakht), là một vương tử sống vào thời kỳ Vương triều thứ 22 trong lịch sử Ai Cập cổ đại.

## Gia đình vương tộc
Hornakht là con trai của pharaon Osorkon II với vương hậu Karomama I. Hornakht là em ruột của Đại tư tế của Ptah Shoshenq D và là anh em khác mẹ với Đại tư tế của Amun Nimlot C. Hornakht được vua cha Osorkon II phong làm Đại tư tế của Amun tại Tanis để củng cố quyền lực của vị vua này ở Hạ Ai Cập. Tuy nhiên, Hornakht đã qua đời khi chỉ còn là một đứa trẻ chưa đầy 10 tuổi.

## Chôn cất

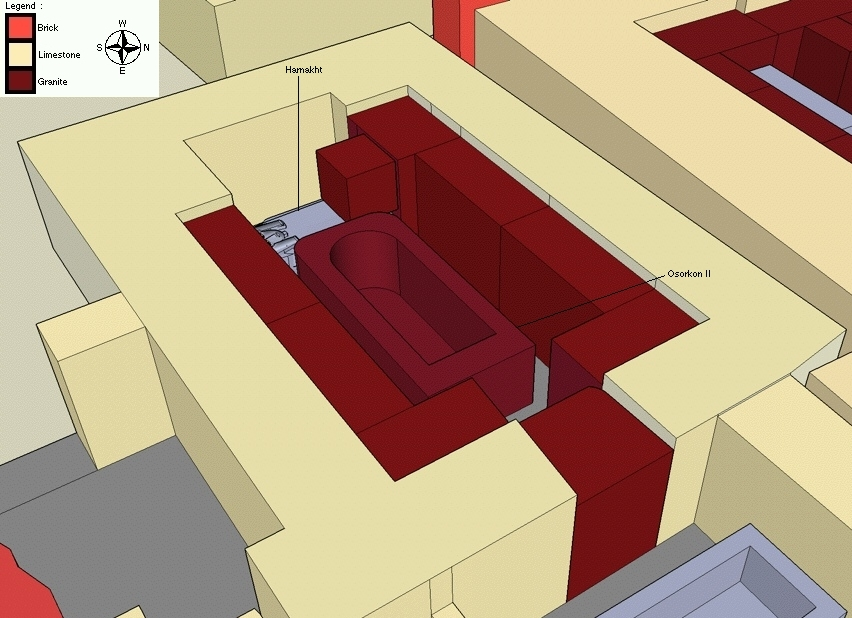
Hầm mộ NRT I, nơi chôn cất của pharaon Osorkon II và Hornakht.

Vua Osorkon II đã cho chôn cất đứa con trai chết yểu trong hầm mộ NRT I của mình tại Tanis. Chôn cùng Hornakht là một chiếc rương bằng đá quartzit đựng 4 chiếc bình canopic bằng thạch cao.
Ngôi mộ NRT I đã bị trộm đột nhập và lấy đi phần lớn các báu vật được chôn cùng nhà vua. Do một khối đá granit lớn được đặt trên nắp quách của Hornakht, lũ trộm không thể nhấc được nắp quách lên hoàn toàn. Vì vậy, khi nhà Ai Cập học Pierre Montet phát hiện ra nơi chôn cất Hornakht, nhiều loại bùa hộ mệnh bằng vàng và đá quý được đặt trên phần thân dưới xác ướp của Hornakht vẫn còn nguyên; tuy nhiên, mặt nạ vàng và những món đồ trang sức trên cổ của Hornakht đều bị lấy đi.
Một bức tượng khối từ đền serapeum ở Saqqara có thể được dành riêng cho Hornakht. Bức tượng được trang trí với phù điêu của vương hậu Karomama I, mẹ của Hornakht, cùng với hình ảnh các vị thần. Có lẽ bức tượng được tạc không lâu sau khi Hornakht qua đời.

## Xác ướp
Theo kết quả phân tích khám nghiệm được thực hiện vào năm 1942 bởi tiến sĩ Douglas Derry, Hornakht chết khi mới khoảng 8 - 9 tuổi. Bộ xương của Hornakht có nhiều điểm bất thường, như có thêm một cặp xương sườn cổ và một đốt sống thắt lưng, nhưng Derry không cho rằng đó là nguyên nhân dẫn đến cái chết sớm của vương tử này. Một phần khuôn mặt của Hornakht đã bị hư hại bởi những người ướp xác trong quá trình loại bỏ não bằng đường mũi.